# Ololygon littoralis
Ololygon littoralis (Synonyme: Scinax littoralis, Hyla littoralis) ist ein neotropischer Frosch aus der Familie der Laubfrösche. Diese Art wurde früher zur Gattung Scinax gezählt und dort der Scinax-catharinae-Klade zugeordnet. Im Jahr 2016 wurde vorgeschlagen, diese Klade zur Gattung mit dem Namen Ololygon zu erheben. Es wurde diskutiert, welchen Umfang diese Klade hat und ob sie tatsächlich als eigene Gattung darstellbar ist. Im Jahr 2023 wurde nach ausführlichen molekulargenetischen und  morphologischen Untersuchungen die Gattung Ololygon wiedererrichtet.
Der Artname littoralis bezieht sich darauf, dass der Holotypus nahe der Küste gefunden wurde.

## Beschreibung
Pombal & Gordo (1991) geben Kopf-Rumpf-Längen (KRL) von 26,7 bis 29,6 mm für Männchen und 38,3 bis 39,9 mm für Weibchen an. Damit besitzt die Art im Vergleich zu anderen Knickzehenlaubfröschen eine kleine Körpergröße. Der Kopf trägt in etwa ein Drittel zur KRL bei. Unter jedem Auge verlaufen zwei weiße Linien. Die Schenkel sind dunkel gestreift über hellem Grund, der Rücken braun gefärbt. Männchen besitzen eine subgulare Schallblase.
Fotos und Zeichnungen der Art finden sich in der Erstbeschreibung von Pombal & Gordo (1991).

## Verbreitung
Die Art aus dem Umland der beiden Küstenstädte Peruíbe, Ubatuba und von der Insel Bela im Bundesstaat São Paulo bekannt. Conte et al. (2009) wiesen Ololygon littoralis erstmals im brasilianischen Bundesstaat Paraná nach.

## Lebensraum und Ökologie
Ololygon littoralis kommt an Waldrändern von Primärwäldern als auch Sekundärwäldern vor und reproduziert sich in temporären Gewässern.

## Synonyme
Ursprünglich wurde Ololygon littoralis als Hyla littoralis Pombal & Gordo, 1991 in die Gattung der Laubfrösche gezählt, zu der auch der Europäische Laubfrosch zählt. Duellman & Wiens (1992) stellten die Art erstmals in die Gattung Scinax, von der einige Arten später in die Gattung Ololygon ausgegliedert wurden, darunter Ololygon littoralis. Diese Änderung wurde im Jahr 2023 durch ausführliche morphologische und molekulargenetische Untersuchungen bestätigt.

## Gefährdung
Die IUCN listet Ololygon littoralis als „nicht gefährdet“ (Least Concern), obwohl sein Verbreitungsgebiet wahrscheinlich weniger als 20 000 km² groß und der Populationstrend rückläufig ist. Er kommt jedoch in einem relativ ungefährdeten Lebensraum vor, welcher unter keiner direkten Bedrohung steht und zwei Schutzgebiete beinhaltet. In seinem Areal ist Ololygon littoralis außerdem eine häufig anzutreffende Art; die Population wird genügend groß geschätzt. Die Bearbeiter sehen es als unwahrscheinlich an, dass die Bestände schnell genug zurückgehen, um eine höhere Gefährdungsstufe zu rechtfertigen.